# Hans Kuiper

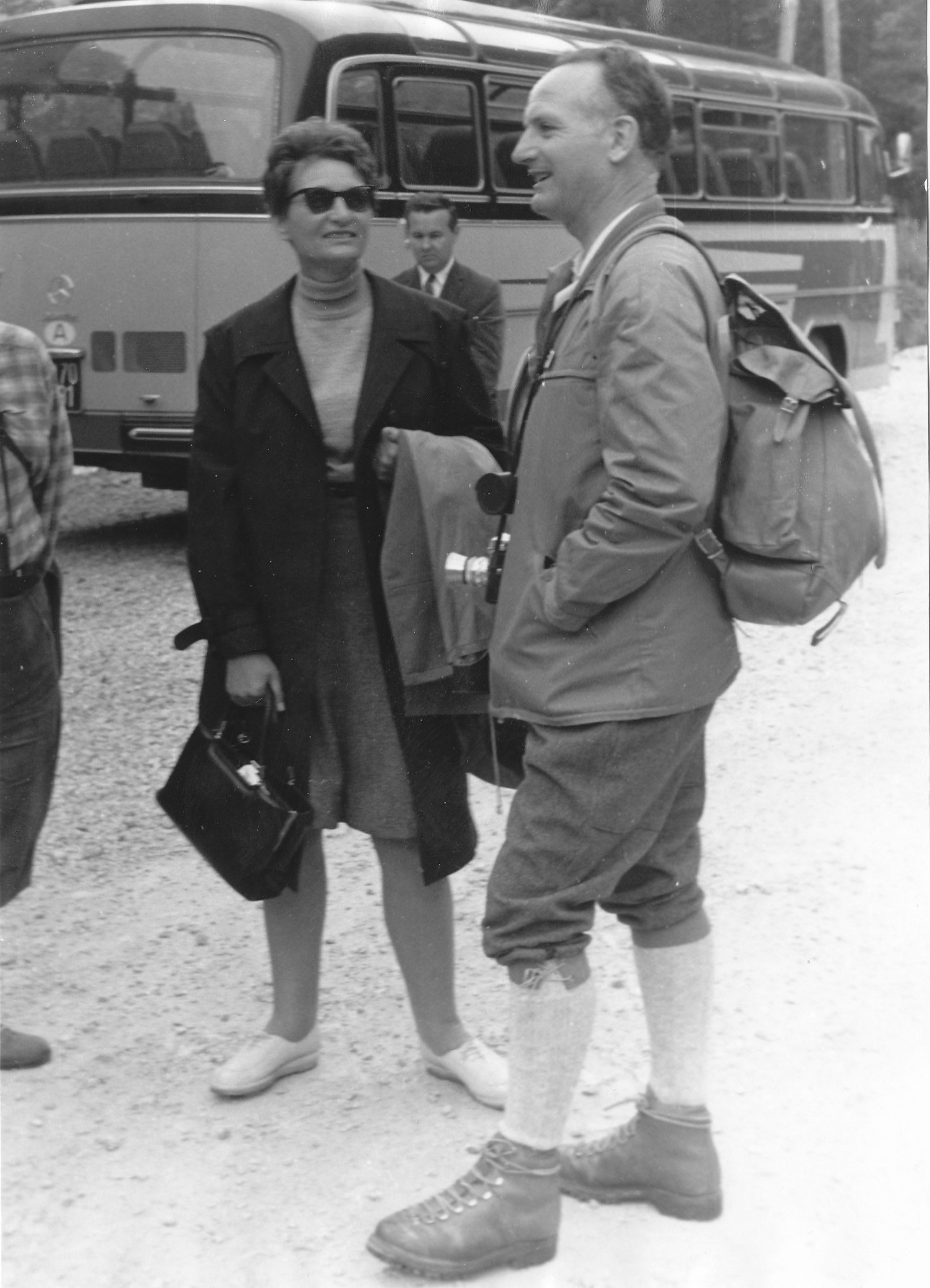
Hans Kuiper (rechts) tijdens het congres in 1968 van Unitas Malacologica Europaea (nu Unitas Malacologica) in Wenen, Oostenrijk

Johannes Gijsbertus Jacobus (Hans) Kuiper  (Vries, 3 september 1914 - Baarn, 7 juli 2011) was een Nederlands malacoloog.

## Levensloop
Kuiper bracht zijn jeugd tot zijn zevende jaar door in Nederlands-Indië en volgde na een periode in een internaat een middelbareschoolopleiding aan het Stedelijk Gymnasium te Utrecht. Na de Tweede Wereldoorlog werkte hij als diplomaat in Bern, Bonn en Parijs. Hij verbleef 56 jaar in Parijs en werkte als adjunct-directeur bij het Institut Néerlandais en daarna bij de Nederlandse ambassade als directeur van de voorlichtingsdienst. Hij publiceerde veel over malacologie en daarnaast een kinderboek. Kuiper was Ridder in de Orde van Oranje Nassau.

## Malacologie
Vanaf zijn jeugd was Kuiper geboeid door de malacologie. Hij had zich gespecialiseerd in de pisidiums, kleine zoetwatermosselen, en heeft die meer dan zestig jaar bestudeerd. Als amateur en autodidact ontwikkelde Kuiper zich tot een wereldbekend deskundige op het gebied van deze groep van weekdieren. Omdat pisidiumsoorten als moeilijk op naam te brengen bekendstaan, kreeg hij vanuit de hele wereld materiaal toegestuurd met het verzoek dit te determineren. Naast de opbrengst van verzamelreizen vormde dit toegestuurde materiaal de basis voor zijn publicaties.

Pisidium subtruncatum, Lijntekening van Hans Kuiper

Er verschenen ruim 300 publicaties van zijn hand. Meestal over Pisidium, echter ook over andere zoetwater- en landmollusken. Zijn pisidiumpublicaties gingen vergezeld van uiterst secure minitekeningetjes die in veel literatuur over dit onderwerp terugkeren. Behalve over taxonomische, ecologische en biogeografische onderwerpen schreef hij ook veel over de historie van het malacologisch onderzoek in Nederland en andere Europese landen.
Bijzonder is dat hij meer dan zeventig jaar handgeschreven wetenschappelijke dagboeken bijhield. Hij schonk zijn grote collectie schelpdieren aan het Zoölogisch Museum te Amsterdam. De collectie werd later overgebracht naar het Natuur Historisch Museum (Naturalis) te Leiden. De 34 malacologische dagboeken, waarin bijna 4.5 miljoen Pisidiums zijn bestudeerd, zijn in november 2023 overgedragen aan Naturalis. Ook zijn oude binoculaire microscoop heeft onderdak gevonden bij een lid van de Nederlandse Malacologische Vereniging.
In 1984 ontving hij als 'gedreven amateuronderzoeker' in verband met zijn wetenschappelijke benadering van pisidiums een eredoctoraat in de natuurwetenschappen van de Universiteit van Amsterdam. Hij was - als een van de oudste leden - erelid van de Nederlandse Malacologische Vereniging en stond aan de wieg van Unitas Malacologica. In het jaar 1988 ontving hij een felicitatie die was gefrankeerd met een op het oog door de Franse posterijen uitgegeven zegel met zijn portret en de tekst '50 ans de Pisidiologie'. Van die zegel bestaat echter slechts één exemplaar, dat door een bevriend graficus was getekend.

## Beschreven soorten en eponiemen
Kuiper beschreef de volgende nieuwe soorten en andere taxa:
| Jaar | Taxon                                                 |
| ---- | ----------------------------------------------------- |
| 1942 | Pisidium milium Held var. pulchelloides               |
| 1947 | Pisidium favrei [= Pisidium pseudosphaerium Schlesch] |
| 1952 | Pisidium georgeanum [= Pisidium ovampicum Ancey]      |
| 1953 | Pisidium edouardi                                     |
| 1953 | Pisidium paulianum [= Pisidium johnsoni Smith]        |
| 1953 | Pisidium betafoense                                   |
| 1954 | Byssanodonta degorteri                                |
| 1956 | Pisidium viridarium                                   |
| 1957 | Pisidium lepus [= Pisidium pirothi Jickeli]           |
| 1960 | Pisidium artifex                                      |
| 1962 | Pisidium dancei                                       |
| 1962 | Afropisidium n. subgen.                               |
| 1962 | Odhneripisidium n. subgen.                            |
| 1964 | Pisidium harrisoni                                    |
| 1965 | Micranodonta n. gen.                                  |
| 1965 | Micranodonta regii                                    |
| 1966 | Pisidium armillatum                                   |

| Jaar | Taxon                                                   |
| ---- | ------------------------------------------------------- |
| 1966 | Pisidium incomitatum [= Sphaerium incomitatum (Kuiper)] |
| 1966 | Parapisidium n. subgen.                                 |
| 1966 | Pisidium (Parapisidium) reticulatum                     |
| 1968 | Pisidium (Odhneripisidium) novobritanniae               |
| 1972 | Pisidium lilljeborgii Clessin forma constricta          |
| 1974 | Pisidium prasongi Kuiper in Brandt                      |
| 1975 | Pisidium hinzi                                          |
| 1975 | Pisidium waldeni                                        |
| 1977 | Pisidium supinum Schmidt forma reducta                  |
| 1983 | Pisidium fultoni                                        |
| 1983 | Pisidium hallae                                         |
| 1983 | Pisidium (Afropisidium) aslini                          |
| 1983 | Sphaerium kendricki                                     |
| 1983 | Sphaerium forbesi (Philippi) forma excessiva            |
| 1984 | Pisidium meierbrooki                                    |
| 1984 | Pisidium maasseni                                       |

Andere malacologen vernoemden de volgende soorten naar Kuiper (eponiemen):
- Paramastus kuiperi Zilch, 1960
- Kuiperia Schlickum, 1962
- Limnopappia kuiperi Schlickum, 1962
- Oestophora kuiperi Gasull, 1966
- Pisidium kuiperi Dance, 1967
- Dosinia kuiperi E.Fischer, 1967
- Galileja kuiperi Starabogatow & Streletzkaja, 1967
- Paludinella kuiperi Brandt, 1974
- Cingula kuiperi Verduin, 1984
- Pisidium miokuiperi Schütt & Kavusan, 1984.
- Sitala kuiperi Fischer-Piette, C. Blanc, F. Blanc & Salvat, 1994
- Odostomia kuiperi Van Aartsen, Gittenberger & Goud, 1998